# 威斯康星大學拉克羅斯分校
威斯康星大學拉克羅斯分校（英語：University of Wisconsin–La Crosse，亦稱：UW–La Crosse、La Crosse或UW–L）是位於美國威斯康星州拉克羅斯的一所公立大學，屬於威斯康星大學系統，成立於1909年。2015年《美國新聞與世界報道》在“中西部地區大學”排名中將其列在第31位。

## 外部連結
- Official website （页面存档备份，存于）
- University of Wisconsin–La Crosse Athletics Website （页面存档备份，存于）
- University of Wisconsin–La Crosse Campus Map （页面存档备份，存于）
- University of Wisconsin–La Crosse Growth and Access Plan